# Route Adélie de Vitré 2023
La Route Adélie de Vitré 2023, ventisettesima edizione della corsa, valida come evento dell'UCI Europe Tour 2023 categoria 1.1 e come sesta prova della Coppa di Francia 2023, si svolse il 31 marzo 2023 su un percorso di 197,8 km, con partenza e arrivo da Vitré, in Francia. La vittoria fu appannaggio del norvegese Fredrik Dversnes, il quale completò il percorso in 4h44'56", alla media di 41,652 km/h, precedendo i francesi Kévin Vauquelin e Louis Barré.
Sul traguardo di Vitré 67 ciclisti, dei 116 partiti dalla medesima località, portarono a termine la competizione.

## Squadre e corridori partecipanti
| N.    | Cod. | Squadra                  |
| ----- | ---- | ------------------------ |
| 1-7   | COF  | Cofidis                  |
| 11-15 | ACT  | AG2R Citroën Team        |
| 21-27 | GFC  | Groupama-FDJ             |
| 31-37 | ICW  | Intermarché-Circus-Wanty |
| 41-47 | ARK  | Team Arkéa-Samsic        |
| 51-56 | TEN  | TotalEnergies            |
| 61-67 | UXT  | Uno-X Pro Cycling Team   |
| 71-76 | HPM  | Human Powered Health     |
| 81-87 | BBH  | Burgos-BH                |

| N.      | Cod. | Squadra                          |
| ------- | ---- | -------------------------------- |
| 91-97   | BEB  | Bolton Equities Black Spoke      |
| 101-107 | EUS  | Euskaltel-Euskadi                |
| 121-127 | AUB  | St Michel-Mavic-Auber93          |
| 131-137 | GRL  | Go Sport-Roubaix Lille Métropole |
| 141-147 | NMC  | Nice Métropole Côte d'Azur       |
| 151-157 | XSU  | XSpeed United Continental        |
| 161-167 | UCN  | CIC U Nantes Atlantique          |
| 171-177 | TAT  | Tartu2024 Cycling Team           |
| 182-187 | PBS  | Maloja Pushbikers                |

## Ordine d'arrivo (Top 10)
| Pos. | Corridore         | Squadra   | Tempo    |
| ---- | ----------------- | --------- | -------- |
| 1    | Fredrik Dversnes  | Uno-X     | 4h44'56" |
| 2    | Kévin Vauquelin   | Arkéa     | a 5"     |
| 3    | Louis Barré       | Arkéa     | a 43"    |
| 4    | N. Debeaumarché   | St Michel | s.t.     |
| 5    | Bryan Coquard     | Cofidis   | s.t.     |
| 6    | Luca Mozzato      | Arkéa     | s.t.     |
| 7    | Maxime Jarnet     | Go Sport  | s.t.     |
| 8    | Clément Alleno    | Burgos-BH | s.t.     |
| 9    | Clément Venturini | AG2R      | s.t.     |
| 10   | Tord Gudmestad    | Uno-X     | s.t.     |